# Idioma urartiano
El idioma urartiano o vannico era hablado por los habitantes del antiguo reino de Urartu, ubicado en la región del lago Van, con su capital cerca del sitio de la moderna ciudad de Van, en el Altiplano Armenio de la actual región de Anatolia oriental. Probablemente fue dominante alrededor del lago Van y áreas a lo largo del valle superior del Zab.
Atestiguado por primera vez en el siglo IX a. C., dejó de escribirse después de la caída del estado urartiano en el 585 a. C., y presumiblemente se extinguió debido a la conquista de Urartu. Debe haber tenido un contacto prolongado y luego ser reemplazado totalmente por una forma temprana de armenio aunque solo a partir del siglo V aparecen los primeros ejemplos escritos en lengua armenia.

## Clasificación
El urartiano era una lengua ergativa y aglutinante, que no pertenece ni a las familias afroasiática ni a las indoeuropeas, sino a la familia hurro-urartiana (cuyo único otro miembro conocido es el hurrita). Sobrevive en muchas inscripciones encontradas en el área del reino de Urartu, escritas en cuneiforme asirio. Aunque hay quienes afirman que tenían una escritura autóctocna, esta afirmación sigue sin estar fundamentadas.
El urartiano está estrechamente relacionado con el hurrita, una lengua mejor documentada, que está atestiguada en época más temprana, sin solapamiento, aproximadamente desde el 2000 a. C. hasta el 1200 a. C., escrito por hablantes nativos hasta aproximadamente el 1350 a. C. Ambos idiomas deben haberse desarrollado independientemente desde el 2000 a. C. aproximadamente. Sin embargo el urartiano no es una continuación directa de ninguno de los dialectos comprobados del hurrita, aunque muchas de sus características se explican mejor como desarrollos innovadores con respecto al hurrita que se conoce del milenio anterior. La cercanía es especialmente cierta en el llamado dialecto hurrita antiguo, conocido sobre todo por los textos bilingües hurro-hititas.
Se disputan las conexiones externas de las lenguas hurro-urartianas. Existen varias propuestas para una relación genética con otras familias lingüísticas (por ejemplo con lenguas del noreste del Cáucaso, lenguas indoeuropeas o lenguas kartvelianas), pero ninguna de estas conexiones es generalmente aceptada.
Se han propuesto etimologías indoeuropeas (armenia y anatolia, así como iraní y posiblemente paleo-balcánica ) para muchos nombres personales y topográficos urartianos, como los nombres de los reyes Arame y Argishti, regiones como Diauehi y Uelikulqi, y ciudades como Arzashkun, así como algo de vocabulario urartiano.

## Desciframiento
El erudito alemán Friedrich Eduard Schulz, que descubrió las inscripciones urartianas de la región del lago Van en 1826, hizo copias de varias inscripciones cuneiformes en Tushpa, pero no hizo intento alguno de descifrarlas.
Los dibujos de Schulz, publicados póstumamente sólo en 1840 en el Journal Asiatique, serían cruciales para el posterior desciframiento de la escritura cuneiforme mesopotámica, hecho por Edward Hincks.
Después del desciframiento de escritura cuneiforme asiria en la década de 1850, los dibujos de Schulz se convirtieron en la base para descifrar la lengua urartiana. Pronto quedó claro que no estaba relacionado con ningún idioma conocido y fracasaron los intentos de descifrarlo basándose en los idiomas conocidos de la región. La escritura fue finalmente descifrada en 1882 por AH Sayce. La más antigua de estas inscripciones es de la época de Sardur I de Urartu, cuyo título era "Rey de los Cuatro Cuadrantes".
El desciframiento solo avanzó tras la Primera Guerra Mundial, con el descubrimiento de inscripciones bilingües urartiano-asirias en Kelišin y Topzawä.
En 1963, Giorgi Melikishvili publicó una gramática de urartiano en ruso, que apareció en traducción alemana en 1971. En la década de 1970, Ígor Diakonov estableció la relación genética con el hurrita.

## Corpus

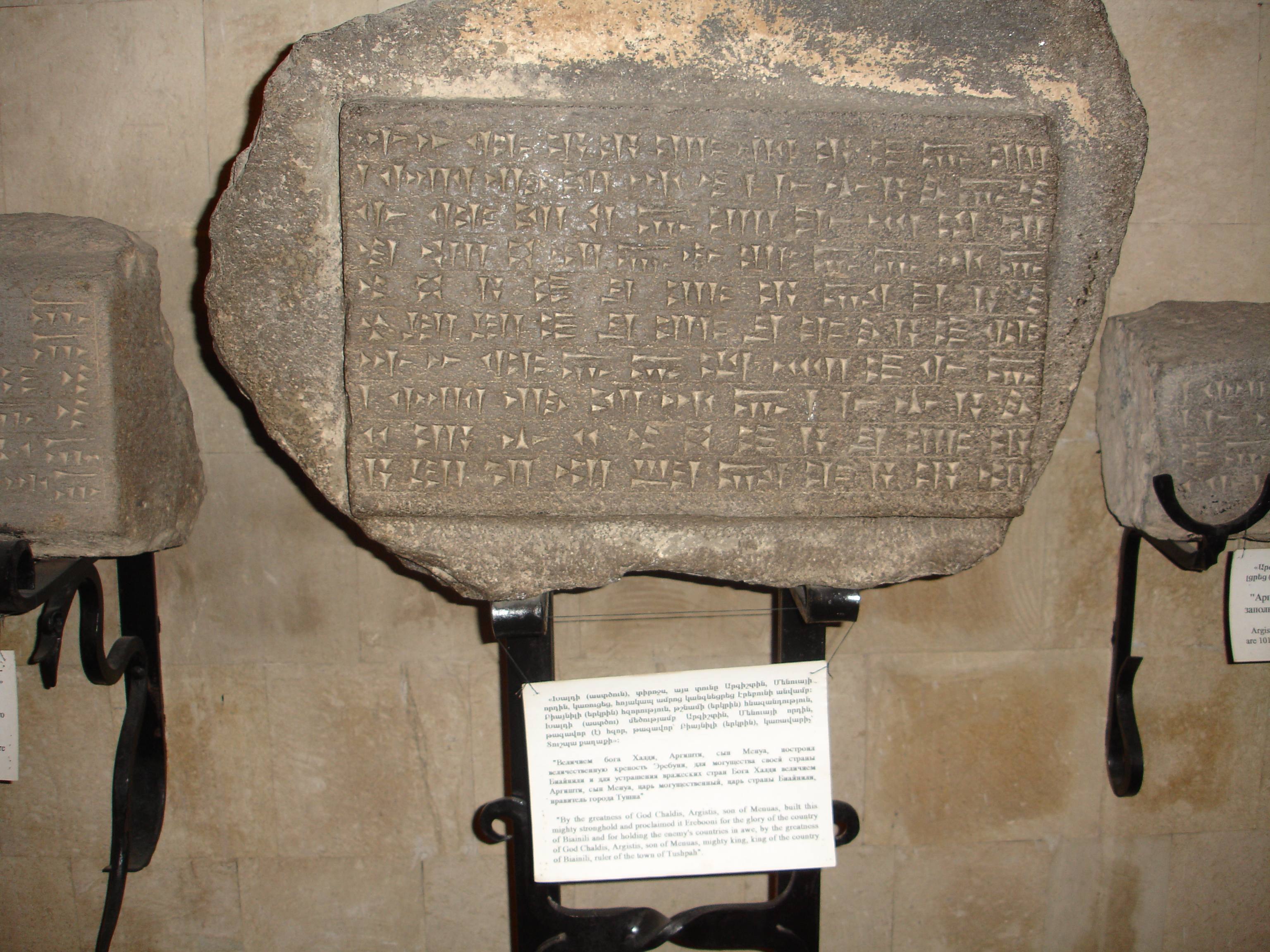
Inscripción en piedra cuneiforme urartiana en exhibición en el Museo Erebuni de Ereván. La inscripción dice: Para el dios Khaldi, el señor Argishti, hijo de Menua, construyó este templo y esta poderosa fortaleza. Lo proclamé Irbuni (Erebuni) por la gloria de los países de Biai (= Urartu) y por mantener a los países Lului (= enemigos) en asombro. Por la grandeza de Dios Khaldi, este es Argishti, hijo de Menua, el rey poderoso, rey de los países de Biai, gobernante de la ciudad de Tushpa

Los textos registrados más antiguos proceden del reinado de Sardur I, de finales del siglo IX a. C. Fueron producidos hasta la caída del reino de Urartu, unos 200 años después.
Hasta la fecha se han descubierto aproximadamente doscientas inscripciones escritas en lengua urartiana, que adoptan y modifican la escritura cuneiforme.

## Escritura

### Cuneiforme
El cuneiforme urartiano es una simplificación estandarizada del cuneiforme neoasirio. A diferencia del asirio, cada signo solo expresa un valor sonoro único. El signo gi 𒄀 tiene la función especial de expresar un hiato, por ejemplo, u-gi-iš-ti para Uīšdi . Se utilizó una variante de escritura con cuñas que no se superponían para las inscripciones de rocas.

### Jeroglíficos
Aunque más raramente, el urartiano también aparece escrito en el estilo de jeroglíficos de Anatolia utilizados para el idioma luviano, aunque solo aparecen limitados a Altıntepe.
Hay sugerencias de que, además de las inscripciones jeroglíficas luvitas, Urartu también tenía una escritura jeroglífica nativa, pero corpus de inscripciones es demasiado escaso para fundamentar esta hipótesis. No está claro si los símbolos en cuestión forman un sistema de escritura coherente, o representan solo una multiplicidad de expresiones descoordinadas de protoescritura o dibujos ad hoc. Lo que se puede identificar con cierta confianza son dos símbolos o "jeroglíficos" que se encuentran en recipientes, que representan ciertas unidades de medida:null para aqarqi ynull para ṭerusi; gracias a que algunas de estas vasijas fueron etiquetadas tanto en cuneiforme como con estos símbolos.